# Musée de Sundsvall
Le musée de Sundsvall (Sundsvalls museum) est le musée municipal de la ville de Sundsvall en Suède.
Le musée a été fondé dans l'ancienne maison du gouverneur en 1956 et s'installe en 1986 dans ses locaux actuels dans le Kulturmagasinet, ensemble de huit entrepôts des années 1890. Le musée est consacré à l'histoire métropolitaine, régionale et culturelle, mais une partie importante se compose également d'un département d'art avec une grande collection d'art suédois.
Une partie séparée se trouve à quelques kilomètres au sud de Sundsvall, les souvenirs industriels de Svartvik, avec des souvenirs de 170 ans d'activité industrielle. Svartvik était autrefois l'une des nombreuses communautés de scierie et d'industrie de la pâte à papier de la région de Sundsvall, et est aujourd'hui l'un des rares environnements industriels préservés de la région et son patrimoine culturel dans le Västernorrland.
Le musée de Sundsvall a reçu le prix du musée européen de l'année en 1989.

## Fotomuseet
Fotomuseet Sundsvall est une partie du musée de Sundsvall qui présente des expositions de photographies essentiellement documentaires. Il a également abrité l'une des plus grandes collections d'appareils photographiques et d'accessoires. Fotomuseet collabore avec des établissements d'enseignement de la région et est en contact avec l'ensemble du monde photographique européen.